# Pieza minuta
Pieza minuta is een vliegensoort uit de familie van de Mythicomyiidae. De wetenschappelijke naam van de soort werd voor het eerst geldig gepubliceerd in 1924 door Greene, oorspronkelijk geplaatst in het geslacht Mythicomyia.